# Витон (Илиноис)
Витон (енгл. Wheaton) град је у америчкој савезној држави Илиноис. По попису становништва из 2010. у њему је живело 52.894 становника.

## Демографија
Према попису становништва из 2010. у граду је живело 52.894 становника, што је 2.522 (4,6%) становника мање него 2000. године.
| Група             | 2000.          | 2010.          |
| Белци             | 48.494 (87,5%) | 44.232 (83,6%) |
| Афроамериканци    | 1.565 (2,8%)   | 2.357 (4,5%)   |
| Азијати           | 2.687 (4,8%)   | 2.721 (5,1%)   |
| Хиспаноамериканци | 2.023 (3,7%)   | 2.617 (4,9%)   |
| Укупно            | 55.416         | 52.894         |